# Fédération camerounaise des échecs
La Fédération camerounaise des échecs (FECADE) est l'organisme qui a pour but de promouvoir la pratique des échecs au Cameroun.
Créée en 2007, la FECADE est affiliée à la Fédération internationale des échecs et membre de l'Association internationale des échecs francophones.